# Milena Agus
Milena Agus, née en 1959 à Gênes d'une famille sarde, est une romancière italienne.

## Biographie
Milena Agus est professeur d'italien et d'histoire et enseigne à Cagliari dans un institut technique.
Son premier roman, Mentre dorme il pescecane (Quand le requin dort) est paru aux éditions Nottetempo en 2005 a été rapidement réédité, mais c'est son roman Mal de pierres (Mal di pietre, 2006) qui l'a révélée. Une adaptation française au cinéma est réalisée en 2016 par Nicole Garcia sous le même titre, Mal de pierres.
De nombreuses citations de ses romans sont en sarde. Elle fait partie de la Nouvelle vague littéraire sarde, dont les autres noms les plus connus, avec le trio initial formé par Salvatore Mannuzzu, Giulio Angioni et Sergio Atzeni, sont ensuite Marcello Fois, Salvatore Niffoi, Michela Murgia et beaucoup d'autres,.

## Œuvre
- 2005 : Mentre dorme il pescecane, Roma, Nottetempo

Quand le requin dort, trad. Françoise Brun, éd. Liana Levi, 2010
- 2006 : Mal di pietre, Roma, Nottetempo

Mal de pierres, Éditions Liana Levi, 2007
Prix Relay du Roman d'Evasion 2007.
Adapté au cinéma en 2016 par Nicole Garcia sous le même titre, Mal de pierres.
- 2007 : Perché scrivere, Roma, Nottetempo
- 2007 : Scrivere è una tana. La Sardegna pure, in AA. VV. (a cura di Giulio Angioni), Cartas de logu: scrittori sardi allo specchio, Cagliari, CUEC
- 2008 : Il vicino, Cagliari, Tiligù

Mon voisin, trad. Françoise Brun, éd. Liana Levi, 2008
- 2008 : Ali di babbo, Roma, Nottetempo

Battement d'ailes, trad. Dominique Vittoz, éd. Liana Levi, 2008
- 2009 : La contessa di ricotta, Roma, Nottetempo

La Comtesse de Ricotta, traduit par Françoise Brun, éd. Liana Levi, 2012
- 2010 : Nascosto al giorno. Il piacere di leggere e di scrivere, (con Ettore Cannas), Cagliari, Tiligù
- 2011 : Sottosopra, Roma, Nottetempo

Sens dessus dessous, traduit par Marianne Faurobert, éd. Liana Levi, 2016
- 2014 : Guardati dalla mia fame (con Luciana Castellina), Nottetempo

Prends garde, avec Luciana Castellina, traduit par Marianne Faurobert et Marguerite Pozzoli, Éditions Liana Levi, 2015 Prix Méditerranée étranger 2015.
- 2017 : Terre promesse, Nottetempo

Terres promises,,,,, trad. de l'italien par Marianne Faurobert, Éditions Liana Levi, mars 2018, 176 pages (ISBN 979-1034-9000-77).
- 2020 : Un tempo gentile, Nottetempo

Une saison douce, trad. de l'italien par Marianne Faurobert, Éditions Liana Levi, février 2021, 176 pages  (ISBN 979-1034-9036-96).

## Prix et distinctions
- Pour Mal de pierres : 
  - Prix Relay du Roman d'Evasion[3] 2007
  - Finaliste Prix Campiello 2007
  - Finaliste Prix Strega 2007
  - Prix Santa Marinella 2007
  - Prix Elsa Morante 2007
  - Prix Zerilli-Marimò (en) 2008

- Pour Prends garde, coécrit avec Luciana Castellina :
  - Prix Méditerranée étranger 2015

## Sur quelques ouvrages

### Terres promises
Le roman évoque une famille de Sardaigne en quatre générations :
- la vieille mère, qui, aigrie, confinée dans son petit village du Campidano, n'a jamais vu la mer avant que son fils et sa petite-fille ne l'y entraînent, plage du Poetto, jusqu'à ce qu'elle y prenne goût,
- le père, Raffaele, jeune marin parti à Gênes, arrêté en 1943, déporté à Auschwitz, libéré par les Américains, dont un jazzman noir, marié à Ester, travailleur à Gênes puis Milan, revenu en Sardaigne vers 1960, refusant tout emploi immoral ou lointain, opposant au plan de renaissance de la Sardaigne (industrialisation et touristisation),
- la mère, Ester, jamais contente, dont le frère Felice a fini par se suicider,
- le personnage principal, Felicita, béate optimiste, fille unique, boulotte, née hors de Sardaigne, fiancée à Pietro Maria Meloni, le fils de donna Dolores, enceinte, refusant d'avorter, s'installant à Cagliari dans un petit appartement, pour y vivre de ses objets créés à partir d'objets de récupération, dans une maison pleine des odeurs de tous les voisinages, et de toutes les camaraderies,
- le compagnon, Pietro Maria, fils unique de propriétaires terriens nobles, guitariste de jazz, dé-fiancé, qui n'a pas su aimer Felicita, n'a longtemps pas su qu'il était père,
- le fils unique, l'extraterrestre indécis, Gregorio, piètre écolier, vite excellent pianiste, parti vivre de jazz à New-York, et que visite enfin Felicita, au moment de son plus grand désespoir, assisté par deux policiers,
- le grand père de l'amie de Gregorio, Judith, juste morte,
- Marianna, logeuse de Felicita, maigre, pessimiste, malheureuse, amie, professeur, et possible héritière de la grande maison de sa tante,
- et cette épave de Gabriele, plage du Poetto...

La bonté illogique des imbéciles (p. 164, la sérénité : les terres promises n'existent pas (p. 168. Presque tous ceux que fréquente durablement Felicita se transforment, s'améliorent : pourquoi ne pas s'arrêter en route, dès qu'on arrive quelque part où on se sent bien (p. 173...

## Adaptation de son œuvre au cinéma
- 2016 : Mal de pierres, film français de Nicole Garcia